# Billy Bob Thornton
Billy Bob Thornton (født 4. august 1955) er en amerikansk skuespiller, musiker, instruktør, dramatiker og manuskriptforfatter. Han har været nomineret til en Oscar for bedste mandlige hovedrolle for Sling Blade (1996) og en Oscar for bedste mandlige birolle for A Simple Plan, og har vundet en Oscar for bedste filmatisering ligeledes for Sling Blade, som han også instruerede.
Privat har han været gift fem gange, sidste gang 2000-2003 med skuespilleren Angelina Jolie.

## Filmografi
- Sling Blade (1996), instruktør, manuskriptforfatter og skuespiller
- U Turn (1997), skuespiller
- A Simple Plan (1998), skuespiller
- Armageddon (1998), skuespiller
- The Thin Red Line (1998), skuespiller
- Primary Colors (1998), skuespiller
- Monster's Ball (1998), skuespiller
- Bandits (2001), skuespiller
- The Man Who Wasn't There (2001), skuespiller
- Bad Santa (2003), skuespiller
- Love Actually (2003), skuespiller
- Intolerable Cruelty (2003), skuespiller
- The Alamo (2004), skuespiller
- The Ice Harvest (2005), skuespiller
- School for Scoundrels (2006), skuespiller
- Mr. Woodcock (2007), skuespiller
- Blood In Blood Out (1993), Lightning